# Brioux-sur-Boutonne
Brioux-sur-Boutonne település Franciaországban, Deux-Sèvres megyében. Lakosainak száma 1434 fő (2022. január 1.). Brioux-sur-Boutonne Asnières-en-Poitou, Chérigné, Juillé, Lusseray, Périgné, Séligné, Vernoux-sur-Boutonne, Villefollet és Melle (Franciaország) községekkel határos.

## Népesség
A település népességének változása:
| Lakosok száma | 1523 | 1515 | 1541 | 1474 | 1459 | 1445 | 1440 | 1439 | 1434 |
|               | 2013 | 2015 | 2016 | 2017 | 2018 | 2019 | 2020 | 2021 | 2022 |